# Лоуэр-Гленелг
Лоуэр-Гленелг (англ. Lower Glenelg National Park) — национальный парк, расположенный на крайнем юго-западе штата Виктория (Австралия). Площадь — 273 км².

## История
Национальный парк был создан 1969 году.

## Описание
Национальный парк расположен на крайнем юго-западе штата Виктория. Парк охватывает долину реки Гленелг в нижнем её течении и пещеру Принсес Маргарет Роуз Кейвс. На западе ограничивается административной границей штата, на востоке граничит с национальным парком Коббобуни. Севернее в 5-10 км расположено шоссе А1, южнее в 2-5 км — Парк Дискавери-Бэй-Костал на побережье залива Дискавери-Бэй.
Является частью пешей тропы Great South West Walk. Парк служит местом отдыха для пешего туризма, сплава на каноэ, отдыха с палатками, наблюдения за дикой природой, здесь возможно посещение пещеры Принсес Маргарет Роуз Кейвс. В парке есть 7 установленных каноэ-кемпингов.